# 東武ED5060形電気機関車
東武ED5060形電気機関車（とうぶED5060がたでんききかんしゃ）は、かつて東武鉄道に在籍した電気機関車である。
本項では、ほぼ同型のED5080形電気機関車についても記述する。

## ED5060形

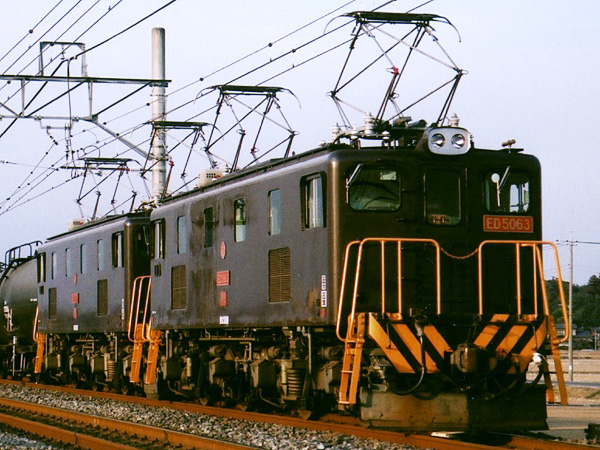
ED5060形 ED5063

本形式は、1960年 - 1966年に東芝で13両（ED5061 - ED5073）が製造された。これにより、当時在籍していた電気機関車は全て廃車になった。
1971年2月から3月にかけて、ED5061 - ED5065が重連総括制御ができるように改造された。
主に伊勢崎線・佐野線・小泉線・桐生線・日光線・会沢線・大叶線等で使用されていたが、1984年1月にED5066の廃車を皮切りに、1987年にED5067、1989年にED5068、1991年11月にED5069とED5070が譲渡（後述）、1993年3月にED5071、1996年10月にED5065、ED5072、ED5073、1997年にED5061、ED5062、ED5064が廃車となり、1997年までにED5063以外は全て廃車となった。ED5063は2003年9月30日に貨物運用が廃止になるまで使用された。

## ED5080形

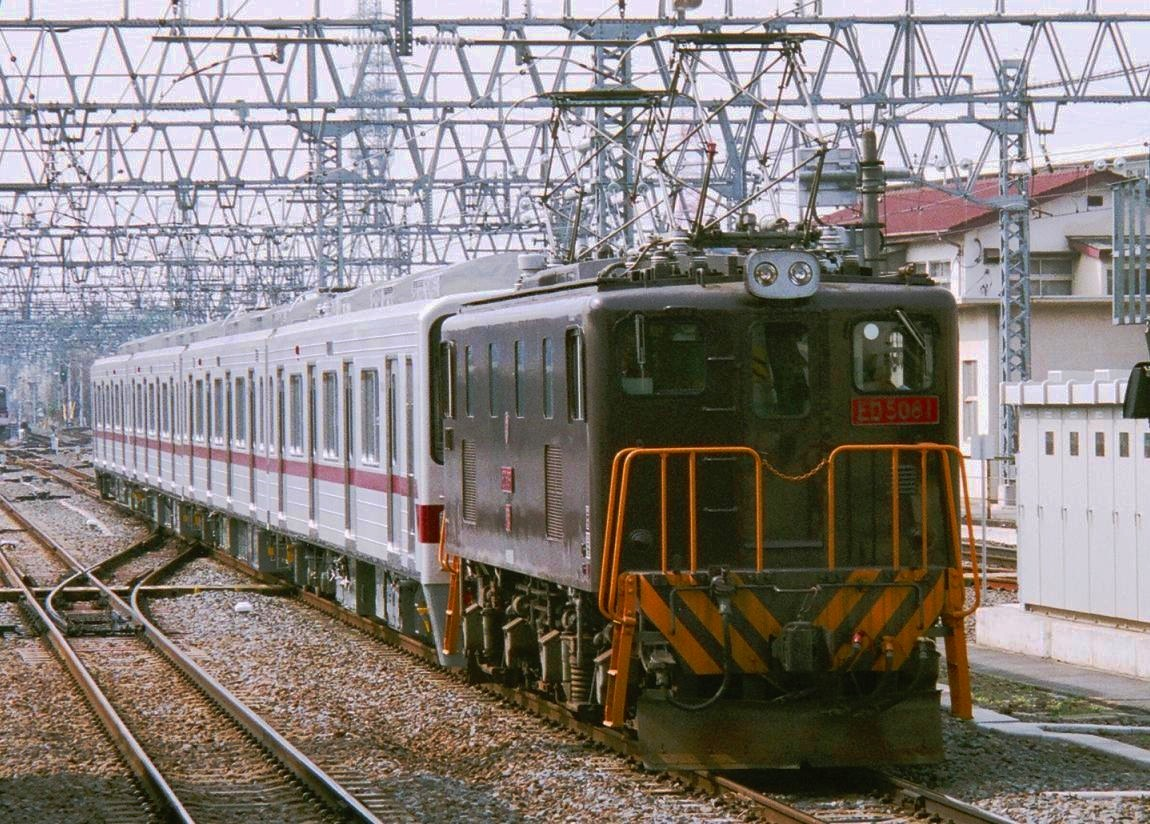
ED5080形 ED5081。貨物輸送以外にも新造車の甲種輸送も行っていた。

ED5080形は1970年1月、成田空港建設用の砕石を輸送するために、新東京国際空港公団（現・成田国際空港株式会社）所有の私有機関車として東芝で3両（ED5081 - ED5083）が製造された。おもに佐野線の葛生駅 - 佐野市駅間で使用された。ED5060形と同一設計であるが、新造当時から総括制御が可能でED5060形の重連用改造車と重連運転することができた。
空港完成に伴い、1978年11月に3両全てが東武鉄道に編入され、ED5000形ED5001、ED5050形ED5051・ED5052を置き換えた。2003年の貨物運用廃止までED5060形とともに使用された。

## 譲渡車

### 三岐鉄道

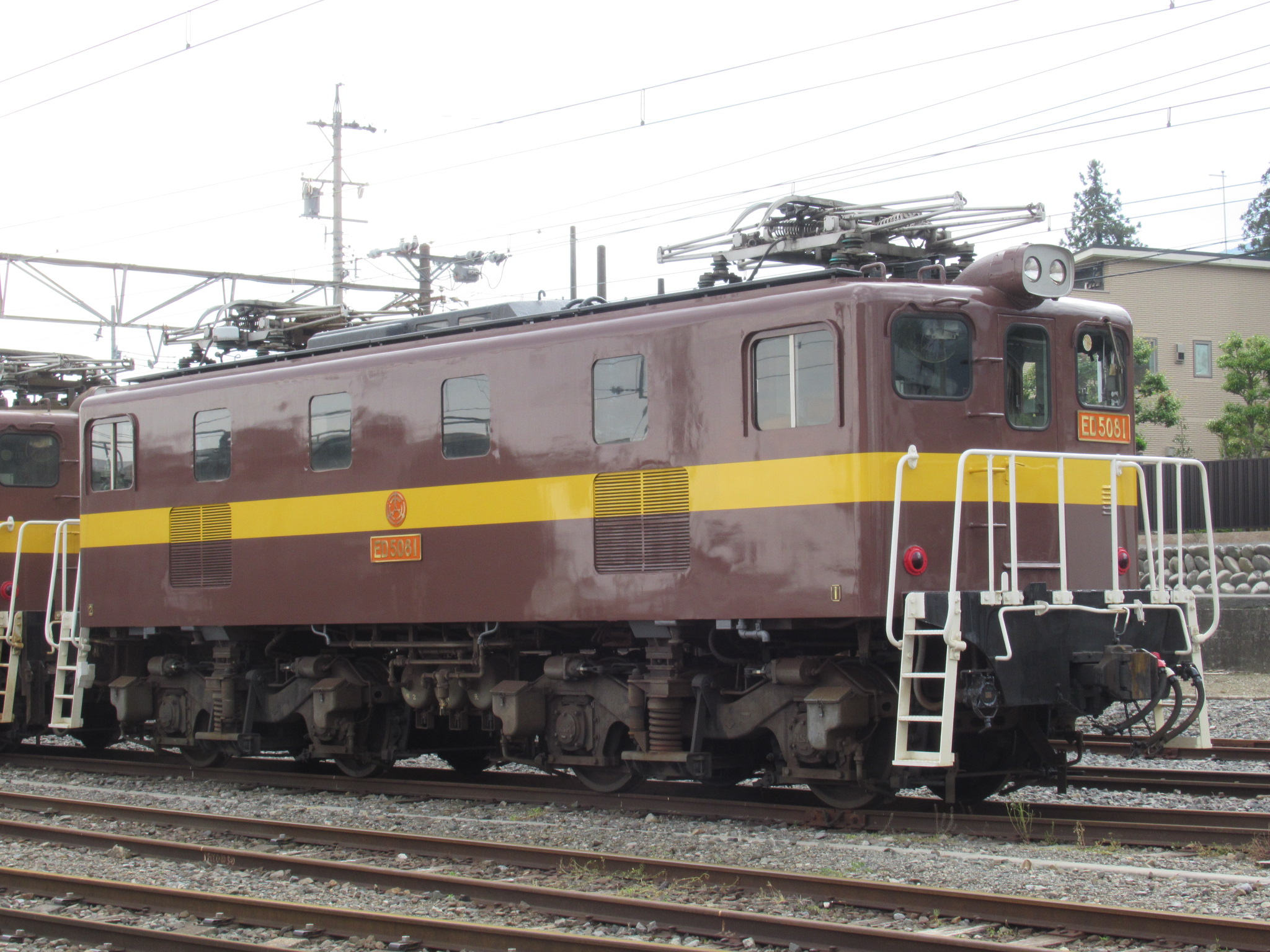
三岐鉄道に売却されたED5081 東藤原駅

1992年に、ED5069とED5070が三岐鉄道に売却された。両機とも整備改造工事が開始されたものの、ED5069は改造途中で当初目論んだ需要がなくなり入籍されることなく解体された。ED5070は中部国際空港建設のための土砂輸送開始による貨物量の増加のため、2000年にED45形ED459として竣工した。導入に当たっては運転台の右側移設、貫通路の変更、重連総括制御可能化改造などの改造が施されている。現在も引き続き同社三岐線で使用されている。
2003年、ED5081とED5082が売却され、後にED5081形となっている。逆順で改造され、2011年にED5082、2014年にED5081がそれぞれ竣工した。改造メニューが削減されており、右運転台化は行われていない。

## 保存車

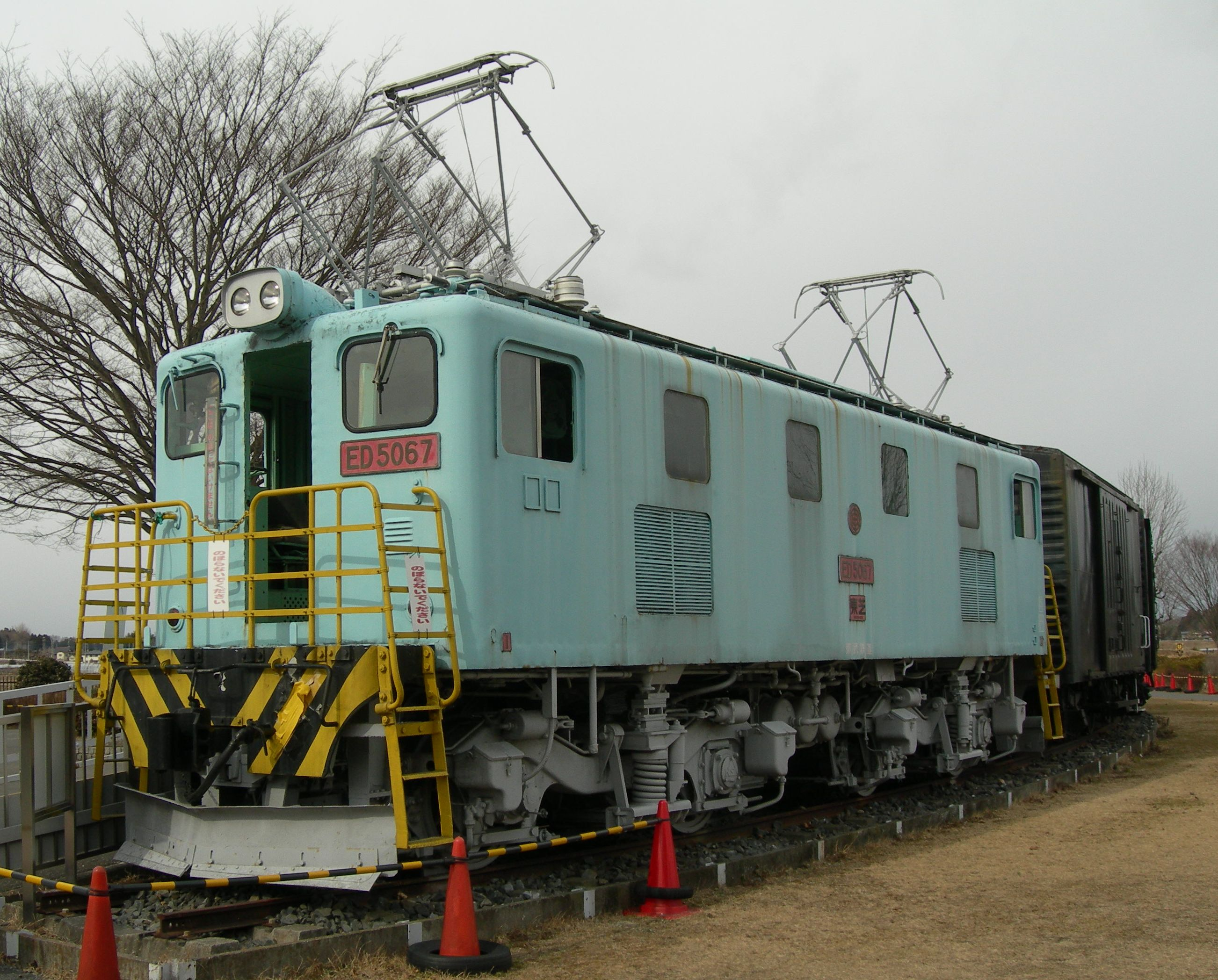
ED5067

ED5067が、ワラ1形・ヨ101形とともに宇都宮市の栃木県子ども総合科学館に保存されている。
その他、最後まで使用されたED5063と、ED5083が北館林荷扱所に留置されていたが、2009年3月に解体された。

## 主要諸元（両形式共通）
- 全長：12,000mm
- 全幅：2,690mm
- 全高：4,055mm
- 重量：45.45t
- 電気方式：直流1,500V（架空電車線方式）
- 軸配置：B-B
- 台車形式：東芝TT54
- 主電動機：MT40B形×4基
- 歯車比：17:72＝1:4.235
- 1時間定格出力：568kW
- 1時間定格引張力：5,280kg
- 1時間定格速度：39.0km/h
- 最高運転速度：不明
- 動力伝達方式：1段歯車減速、吊り掛け式
- 制御方式：重連総括制御（ED5060形の一部、ED5080形全車）、抵抗制御、直並列2段組合せ、弱め界磁
- 制御装置：電磁空気単位スイッチ式
- ブレーキ方式： EL14AS空気ブレーキ（釣合管式）、手ブレーキ